# Sörforsskogen
Sörforsskogen är ett naturreservat i Bjurholms kommun, i Ångermanland, 4 kilometer nordväst om Ottervattnet.
Reservatet består av naturskog, framför allt gammal gransumpskog, men med stort inslag av lövträd, framför allt asp.

## Arter
Fågellivet kännetecknas av arter som kungsfågel , spillkråka, tretåig hackspett, pärluggla och lavskrika.
Gammleskogen innehåller  gott om hänglav, främst garnlav. Flera rödlistade vedsvampar och lavar finns också här: ullticka, blackticka, dvärgbägarlav, stiftgelélav och småflikig brosklav.